# Bollywood Movie Award/Bester Schurke
Der Bollywood Movie Award Best Villain ist eine Kategorie des jährlichen Bollywood Movie Awards für indische Filme in Hindi.
Gulshan Grover hat den Preis schon zweimal gewonnen.
Liste der Preisträger:
| Jahr | Film                 | Schauspieler/in   |
| ---- | -------------------- | ----------------- |
| 1999 | kein Preis           | kein Preis        |
| 2000 | kein Preis           | kein Preis        |
| 2001 | Aagaz                | Gulshan Grover    |
| 2002 | Gadar: Ek Prem Katha | Amrish Puri       |
| 2003 | Deewangee            | Ajay Devgan       |
| 2004 | Jism                 | Bipasha Basu      |
| 2005 | Yuva                 | Abhishek Bachchan |
| 2006 | Dus                  | Gulshan Grover    |
| 2007 | Omkara               | Saif Ali Khan     |